# Spoorlijn 87
Spoorlijn 87 was een Belgische spoorlijn die Zullik met Ronse en Doornik verbond. De lijn was 60,0 km lang.

## Geschiedenis
Op 1 oktober 1883 was de volledige spoorlijn opengesteld. De lijn was enkelsporig en werd nooit geëlektrificeerd.
Op 2 augustus 1959 werd het reizigersverkeer opgeheven tussen Amougies en Ronse, tegelijk met het verkeer op lijn 83 waarmee de lijn dit baanvak deelde. Op 22 augustus 1960 werd het gedeelte Elzele - Zullik gesloten voor reizigersverkeer. Het laatste gedeelte, tussen Ronse en Elzele volgde op 16 april 1964. Goederentreinen tussen Doornik en Kain hebben gereden tot 1975, daarna werd ook dit baanvak opgebroken. De rest van de spoorlijn werd in 1975 opgebroken. Met uitzondering van het traject Lessen - Woelingen, naar de betonfabriek van Dupuis, waar betonnen dwarsliggers voor de NMBS worden gefabriceerd.
Sinds enige jaren volgt er een buslijn van de Waalse vervoersmaatschappij TEC het traject van de spoorlijn tussen Ronse en Zullik via Lessen, de bus heeft ook dezelfde nummering (Bus 87) als de spoorlijn.

## Lijn 231
Tot het opbreken van de sporen in 1977 heeft het gedeelte van de lijn tussen Doornik en Kain nummer 231 gedragen. Thans is het nummer 231 in gebruik voor de goederenspoorlijn van de aftakking Termien aan lijn 21C naar het industriegebied van Genk-Zuid.

## Aansluitingen
In de volgende plaatsen was er een aansluiting op de volgende spoorlijnen:
Zullik
Spoorlijn 94 tussen Halle en Blandain
Lessen-Carrières
Spoorlijn 90/1 tussen Y Blok 15bis en Lessen-Carrières
Lessen
Spoorlijn 90 tussen Denderleeuw en Saint-Ghislain
Rigoudrie
Spoorlijn 82 tussen Aalst en Ronse
Elzele
Spoorlijn 82 tussen Aalst en Ronse
Ronse
Spoorlijn 82 tussen Aalst en Ronse
Spoorlijn 83 tussen Kortrijk en Ronse
Spoorlijn 86 tussen De Pinte en Basècles-Groeven
Amougies
Spoorlijn 83 tussen Kortrijk en Ronse
Doornik
Spoorlijn 78 tussen Saint-Ghislain en Doornik
Spoorlijn 88A tussen Doornik en Rumes
Spoorlijn 94 tussen Halle en Blandain